# Ernst Lewy (Sprachwissenschaftler)
Ernst Lewy (* 19. September 1881 in Breslau; † 25. September 1966 in Dublin) war ein deutsch-irischer Sprachforscher jüdischer Herkunft.

## Leben
Ernst Lewy studierte nach dem 1899 in Breslau abgelegten Abitur Literaturwissenschaft in Breslau, München und Leipzig. Im Jahr 1904 promovierte er über das Thema Die altpreußischen Personennamen, sechs Jahre später folgte die Habilitation mit einer Untersuchung Zur finnisch-ugrischen Wort- und Satzverbindung.
Nach einer vorübergehenden Tätigkeit als Lehrer an einer Privatschule im Jahr 1915 arbeitete Lewy an der Berliner Universität. 1925 wurde er dort Titularprofessor am Ungarischen Institut der Universität. 1933 wurde er aufgrund seiner jüdischen Herkunft zunächst entlassen, wenige Monate später aber wieder eingestellt. 1935 folgte die endgültige Entlassung.
Nachdem ein Ausreiseantrag nach Palästina nicht genehmigt worden war, gelangte Lewy mit Hilfe des Ägyptologen Alan Gardiner nach Irland, wo er ab 1937 lebte. Ab dem Jahr 1939 war er an der irischen Akademie und am Dubliner University College tätig. 1947 ernannte ihn die Universität Dublin zum Professor für Sprachwissenschaft. Zeitgleich erwarb Lewy die irische Staatsbürgerschaft.
Lewy war Mitglied der Royal Irish Academy. Das Hauptarbeitsgebiet Lewys war die Finnougristik.

## Werke (Auswahl)
- Tscheremissische Grammatik, 1922
- Tscheremissische Texte, vol. 1 1926, vol. 2 1925
- Der Bau der europäischen Sprachen, 1942
- Kleine Schriften, 1961